# Ke Huy Quan
Ke Huy Quan (vietnamsky Quan Kế Huy; * 20. srpna 1971, Ho Či Minovo Město, Vietnam), známý také jako Jonathan Ke Quan, je americký herec. Známým se stal jako dětský herec, ztvárnil role ve filmech Indiana Jones a chrám zkázy (1984) a Rošťáci (1985).
Po téměř dvacetileté pauze se Quan vrátil k herectví ve sci-fi komediálně-dramatickém filmu Všechno, všude, najednou (2022). Za svůj výkon výkon získal široké uznání kritiků a získal řadu ocenění, včetně Oscara, Zlatého glóbu a Ceny Sdružení filmových a televizních herců. Stal se druhým hercem asijského původu, který získal Oscara za nejlepší mužský herecký výkon ve vedlejší roli, a prvním hercem narozeným ve Vietnamu, který získal Oscara. Stal se také prvním Asiatem, který získal cenu Sdružení filmových a televizních herců v kategorii nejlepší mužský herecký výkon ve vedlejší roli. V roce 2023 byl časopisem Time zařazen na seznam 100 nejvlivnějších lidí světa.

## Mládí a vzdělání
Quan se narodil 20. srpna 1971 v Ho Či Minově Městě ve Vietnamské republice. Jeho rodina pochází z etnika Hoa. Quan je jedním z devíti dětí.
V roce 1978 jeho rodina uprchla z Vietnamu. On, jeho otec a pět sourozenců se dostali do uprchlického tábora v Hongkongu, zatímco jeho matka a další tři sourozenci uprchli do Malajsie. V roce 1979 byla celá jeho rodina přijata do Spojených států.
Quan navštěvoval střední školu Mount Gleason Junior High School v kalifornském městě Tujunga a střední školu Alhambra High School v kalifornském městě Alhambra. V roce 1999 Quan absolvoval USC School of Cinematic Arts, kde produkoval a natočil film Voodoo. Režisérem filmu byl Gregg Bishop, který napsal také scénář. Film získal několik ocenění, včetně Ceny publika na filmovém festivalu Slamdance.
Po ukončení studia spolupracoval s hongkongským choreografem bojových scén Corey Yuenem na několika projektech.

## Osobní život
Quan pochází z čínského etnika Chanů a patří k vietnamské menšině Hoa. Hovoří plynně anglicky, kantonsky, mandarínsky a vietnamsky. Quan je ženatý s Echo Quan a žije ve Woodland Hills v Los Angeles.

## Filmografie

### Filmová
| Rok  | Název                       | Role                | Poznámky     |
| ---- | --------------------------- | ------------------- | ------------ |
| 1984 | Indiana Jones a chrám zkázy | Short Round         |              |
| 1985 | Rošťáci                     | Richard „Data“ Wang |              |
| 1987 | Passenger: Sugisarishi hibi | Rick                |              |
| 1991 | Krvaví bratři               | Charlie Moore       |              |
| 1992 | Encino Man                  | Kim                 |              |
| 1996 | Red Pirate                  | Kwan Chia Chiang    |              |
| 2002 | Second Time Around          | Sing Wong           |              |
| 2021 | ‘Ohana: Rodina je poklad    | George Phan         |              |
| 2022 | Všechno, všude, najednou    | Waymond Wang        |              |
| 2024 | The Electric State          | TBA                 | postprodukce |

### Televizní
| Rok       | Název                                   | Role                        | Poznámky                                 |
| --------- | --------------------------------------- | --------------------------- | ---------------------------------------- |
| 1986–1987 | Together We Stand                       | Sam                         | 19 dílů                                  |
| 1990–1991 | Head of the Class                       | Jasper Kwong                | hlavní role (4.–5. řada)                 |
| 1991      | Příběhy ze záhrobí                      | Josh                        | díl: „Undertaking Palor“                 |
| 1993      | The Big Eunuch and the Little Carpenter | Ba Dajia                    | hlavní role, tchajwanský seriál, 40 dílů |
| 2023      | American Born Chinese                   | Jamie Yao / Freddy Wong     | hlavní role                              |
| 2023      | Loki                                    | Ouroboros (zaměstnanec TVA) | 2. řada                                  |

### Ostatní
| Rok  | Název     | Poznámky                                        |
| ---- | --------- | ----------------------------------------------- |
| 2000 | X-Men     | asistent choreografa bojových scén, překladatel |
| 2001 | Jedinečný | asistent                                        |
| 2004 | 2046      | asistent režie                                  |